# Парк-авеню
Парк-авеню (англ. Park Avenue) — один з головних бульварів, що перетинають Мангеттен з півночі на південь. Прокладений на початку XIX століття на місці старовинної алеї Бауері під назвою Четверта авеню. Ця назва все ще стосується ділянки між площею Купер і 14-ю вулицею. У своєму нинішньому вигляді є бульваром з насадженнями бегоній. Паралельно до Парк-авеню пролягли Медісон-авеню (з заходу, тобто ближче до П'ятої авеню, Лексінгтон-авеню (на сході, тобто ближче до Третьої авеню).

## Короткий опис
Житлова нерухомість на Парк-авеню є, за деякими оцінками, найдорожчою в світі. На цій вулиці розташовані штаб-квартири багатьох корпорацій, зокрема Citigroup, JPMorgan Chase та MetLife. На перетині з 42-ю вулицею знаходиться Центральний залізничний вокзал.
Парк-авеню — найширша з усіх авеню в Мангеттені. Вулиця має двосторонній рух, посередині вулиці — бульвар. Парк-авеню історично складається з трьох частин — Четверта авеню, Південна Парк-авеню (Park Avenue South) та власне Парк-авеню (формально, наразі це три різні вулиці).
Від 96-ї вулиці на північ, Парк-авеню проходить з обох боків шляхів Metro-North та тягнеться до району 132-ї вулиці, де зливається з вулицею Гарлем-Ривер-драйв, що проходить уздовж берега річки Гарлем. На іншому березі річки, в Бронксі, в цьому місці починається своя Парк-авеню, що також пролягла вздовж Metro-North до East Fordham Road. При цьому Парк-авеню в Бронксі продовжує нумерацію будинків мангеттенської вулиці.

## Історія

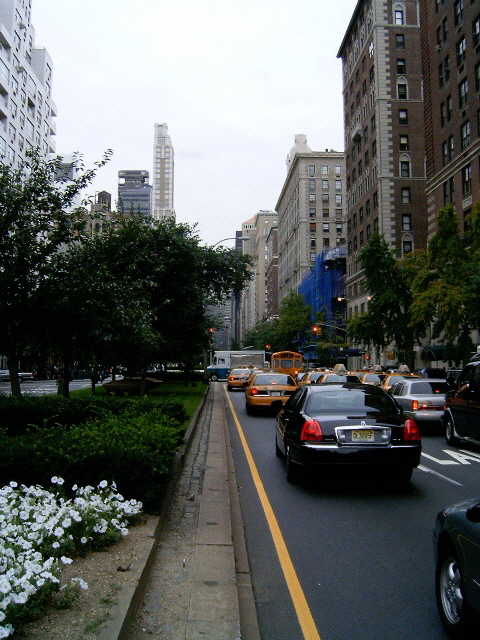
Парк-Авеню в Верхньому Іст-Сайді

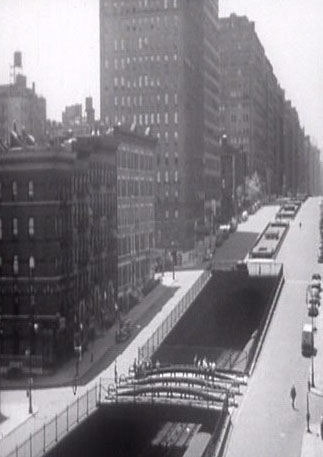
Залізничний тунель на Парк-авеню (1941)

Історія Парк-авеню в 19-му столітті пов'язана з історією залізниць у Нью-Йорку. 1832 року було утворено залізничну компанію «New York and Harlem Railroad» з метою з'єднання залізничним сполученням Нью-Йорка, який займав тоді південну частину Мангеттена, та Гарлема, що був на той час самостійним містом. Залізнична компанія вже була проклала колії вулицею Бауері від вулиці Принс до Юніон-сквер (перехрестя з 14-ю вулицею), й звернулася до міської влади за дозволом на прокладку колій далі на північ. Компанії було запропоновано розмістити колії вздовж Четвертої авеню, що існувала в той час тільки у планах. 1833 року колії було прокладено до 32-ї вулиці, 1834 — до Йорквілля (район сучасних 80-х вулиць), а в 1837 — до Гарлема.
В результаті численних скарг мешканців Четвертої авеню на дим від паровозів та шум від потягів, що проходять у них попри вікна, в кінці 1850-х років компанія «New York and Harlem Railroad» була змушена побудувати тунель на ділянці між 33-ю та 38-ю вулицями, а також припинити рух паровозів на ділянці південніше 42-ї вулиці, — далі вагони мали пересуватися тільки на кінній тязі. 1860 року частину Четвертої авеню між 34-ю і 38-ю вулицями було перейменовано в Парк-авеню. 1867 року назву Парк-авеню «продовжили» до 42-ї вулиці, незважаючи на залізницю, що все ще існувала посеред дороги.
Під тиском мешканців та влади міста, 1871 року «New York and Harlem Railroad» була змушена припинити рух південніше 42-ї вулиці, на перетині з якою був побудований вокзал, — Grand Central Terminal. На ділянці на південь місце поїздів заступили трамваї, що використовувалися тут до 1930-х років. У 1880-х роках залізниця на ділянці від Центрального вокзалу до 96-ї вулиці була переміщена в підземний тунель (зараз це початкова ділянка приміської залізниці Metro-North), а 1888 року весь відрізок колишньої Четвертої авеню на північ від 34-ї вулиці став називатися Парк-авеню. 1924 року назву Парк-авеню було також присвоєно ділянці між 32-ю і 34-ю вулицями.
Парк-авеню стала однією з найширших (завдяки простору, що його раніше займала залізниця) вулиць в Мангеттені. Згодом вона стала одним з найпрестижніших місць для проживання в місті. А 1959 року міська влада ухвалила рішення збільшити протяжність вулиці з престижною назвою, перейменувавши Четверту авеню на ділянці між Юніон-сквер і 32-ю вулицею. Однак у зв'язку з тим, що нумерація будинків у Мангеттені йде з півдня на північ, і починається на Парк-авеню від 32-ї вулиці, ділянці на південь від неї довелося давати окрему назву, а саме «Південна Парк-авеню» (Park Avenue South).
Задовго до цього, на початку 1850-х років, ділянка вулиці Бауері між Астор-Плаза та Юніон-сквер була перейменована в Четверту авеню, що було пов'язано з прагненням позбавити частину вулиці від негативного іміджу Бауері, що тоді асоціювалася з житлами бідних. Наразі ця ділянка — єдина, яка носить ім'я Четверта авеню. Вона має єдину нумерацію будинків з Південною Парк-авеню.
Починаючи з 1920-х років, на Парк-авеню на північ від Центрального вокзалу і аж до 96-ї вулиці (місця, де Metro-North виходить на поверхню) почалася інтенсивна забудова престижними житловими будинками, і в даний час нерухомість, розташована на цій ділянці, є однією з найдорожчих в Нью-Йорку. Зокрема, тут знаходиться готель Waldorf-Astoria (будинок 301), штаб-квартири JP Morgan Chase (будинок 270), Colgate-Palmolive (будинок 300), Bristol-Myers Squibb (будинок 345), Alcoa (будинок 390), Citigroup (будинок 399), та ін.

## Відомі будинки
- Центральний вокзал Нью-Йорка
- Будинок MetLife, 200 Park Avenue
- Будинок Гелмслі, 230 Park Avenue
- 270 Парк-авеню
- 277 Парк-авеню
- Волдорф-Асторія, 301 Park Avenue
- 432 Парк-авеню
- Азійське товариство (Нью-Йорк), 725 Park Avenue
- 740 Парк-авеню
- Сігрем-білдінг
- Рада з міжнародних відносин